# Baraily
Baraily là một thị xã và là một nagar panchayat của quận Raisen thuộc bang Madhya Pradesh, Ấn Độ.

## Nhân khẩu
Theo điều tra dân số năm 2001 của Ấn Độ, Baraily có dân số 25.216 người. Phái nam chiếm 53% tổng số dân và phái nữ chiếm 47%. Baraily có tỷ lệ 69% biết đọc biết viết, cao hơn tỷ lệ trung bình toàn quốc là 59,5%: tỷ lệ cho phái nam là 75%, và tỷ lệ cho phái nữ là 62%. Tại Baraily, 15% dân số nhỏ hơn 6 tuổi.